# Flor de la Vida

El motivo geométrico llamado «Flor de la Vida»

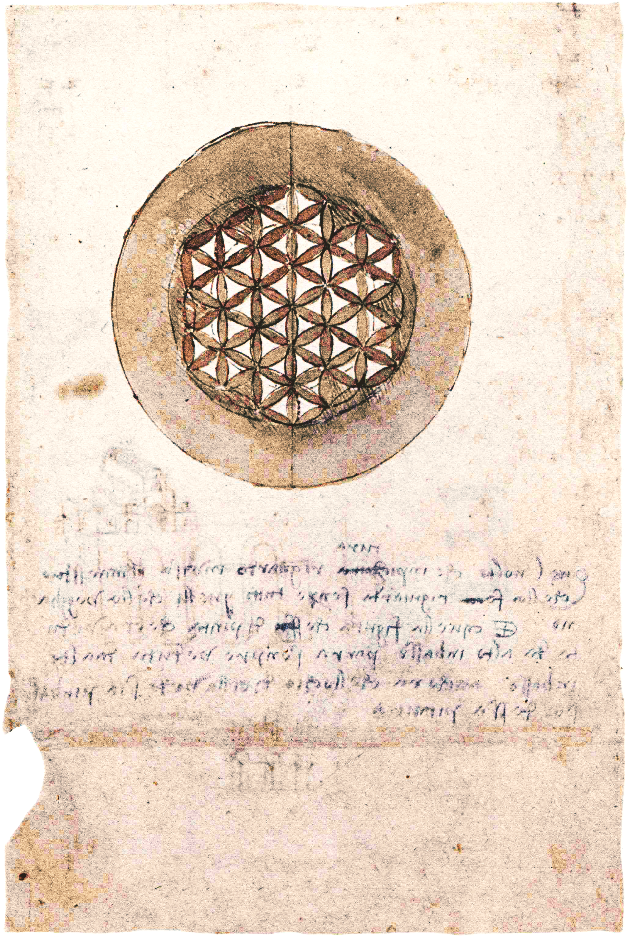
Estudio geométrico de Leonardo da Vinci.Códice Atlántico, folio 309v, 1478–1519.

La Flor de la Vida es el nombre que se da a una figura geométrica compuesta de 19 círculos completos del mismo diámetro y 36 arcos circulares que forman un conjunto de forma hexagonal, el cual se incluye a su vez en un círculo mayor. Los 19 círculos completos pequeños de la figura se solapan creando patrones radiales simétricos similares a flores. Este motivo y muchos semejantes han sido empleados desde la antigüedad y en todo el mundo como patrón ornamental para decorar toda clase de superficies.

## Origen de la denominación «Flor de la Vida»
Si bien la figura geométrica tiene su origen en la antigüedad, la denominación «Flor de la Vida» (del inglés: Flower of Life) para designar a estos motivos es de fecha relativamente reciente y se encuentra extendida entre divulgadores de temáticas místicas y esotéricas en el contexto del movimiento Nueva Era.
En ese contexto, Drunvalo Melchizedek (seudónimo de Bernard Perona), creador y promotor de la técnica de meditación Mer–Ka–Ba, afirma en su libro The Ancient Secret of the Flower of Life (Tomo 1) que el motivo de la «Flor de la Vida» le fue revelado por el dios Tot a cambio de la técnica de meditación Mer–Ka–Ba; Tot también le habría predicho que encontraría esta imagen en Egipto. Melchizedek responsabiliza a su amiga Katrina Raphaell, autora de libros sobre cristaloterapia, por haber descubierto finalmente el motivo en el Osireion de Abidos, un antiguo monumento funerario egipcio.
En el Osireion, el motivo de la «Flor de la Vida» se encuentra dibujado varias veces con ocre rojo sobre unos muros de piedra; Melchizedek atribuye a estos dibujos una antigüedad de casi 12 000 años.
Se ha señalado, sin embargo, que los dibujos del Osireion están acompañados de letras griegas evidentemente contemporáneas a los mismos —hecho no mencionado por Melchizedek—, por lo cual su origen no sería egipcio, y su antigüedad, considerablemente menor.
El Osireion fue excavado por primera vez por los egiptólogos Flinders Petrie y Margaret Murray hacia 1903. En un informe publicado posteriormente, Murray dice haber encontrado grafiti de origen fenicio, griego y copto sobre las piedras del complejo egipcio, y que las inscripciones coptas estaban realizadas en ocre rojo y también con un pigmento negro, más desvaído.
En cuanto al descubrimiento de los dibujos en cuestión, antes de la publicación del libro de D. Melchizedek ya habían sido descritos y publicados.

## Propiedades atribuidas a la «Flor de la Vida»
De acuerdo con Drunvalo Melchizedek, Tot le habría revelado que:

[La Flor de la Vida] contiene dentro de sus proporciones todos y cada uno de los aspectos de la vida que existen. Contiene cada fórmula matemática, cada ley de la física, cada armonía de la música, toda forma de vida biológica incluyendo tu cuerpo específico. Contiene cada átomo, cada nivel dimensional, absolutamente todo lo contenido en universos de forma de onda [waveform universes].

En tanto, la entidad Flower of Life Research, dedicada a dar talleres y cursos sobre este tema y sobre la técnica de meditación desarrollada por Melchizedek, afirma en su sitio web que:

El símbolo de La Flor de la Vida es considerado sagrado entre diversas culturas alrededor del mundo, tanto antiguas como modernas. [...] A partir de los modelos que están adentro, el símbolo de La Flor de la Vida tiene la habilidad de demostrar como todas las cosas provienen de una fuente y están íntima y permanentemente tejidas entre sí.

Melchizedek y otros proponentes de estas propiedades de la «Flor de la Vida» la consideran una plantilla de la que pueden extraerse o derivarse otros modelos geométricos, y ubican dentro de su diseño a figuras de variado origen, como la vesica piscis o mandorla, el Árbol de la Vida de la Cábala, los sólidos platónicos, etc., relacionándola con la geometría sagrada.

### Diseños derivados
Los proponentes de la «Flor de la Vida» derivan de ella algunos motivos secundarios que se extraen de la estructura geométrica del dibujo. Uno notable es la generación de los grafos de los sólidos platónicos a partir del patrón geométrico de la Flor de la Vida. Otros de ellos son:
- La «Fruta de la Vida», motivo realizado solamente con círculos y que se usa como base para dibujar los sólidos platónicos o pitagóricos.[10]
- La «Semilla de la Vida», similar a la Flor de la Vida pero más sencillo.[10]
- El «Huevo de la Vida», construido con esferas, que se deriva del anterior y se relaciona con las etapas de división de la mórula del embrión animal[10] y con la creación del mundo en siete días del relato bíblico.[11] Ver Éxodo.

La «Semilla de la Vida»
De la «Flor de la Vida» a la «Fruta de la Vida»

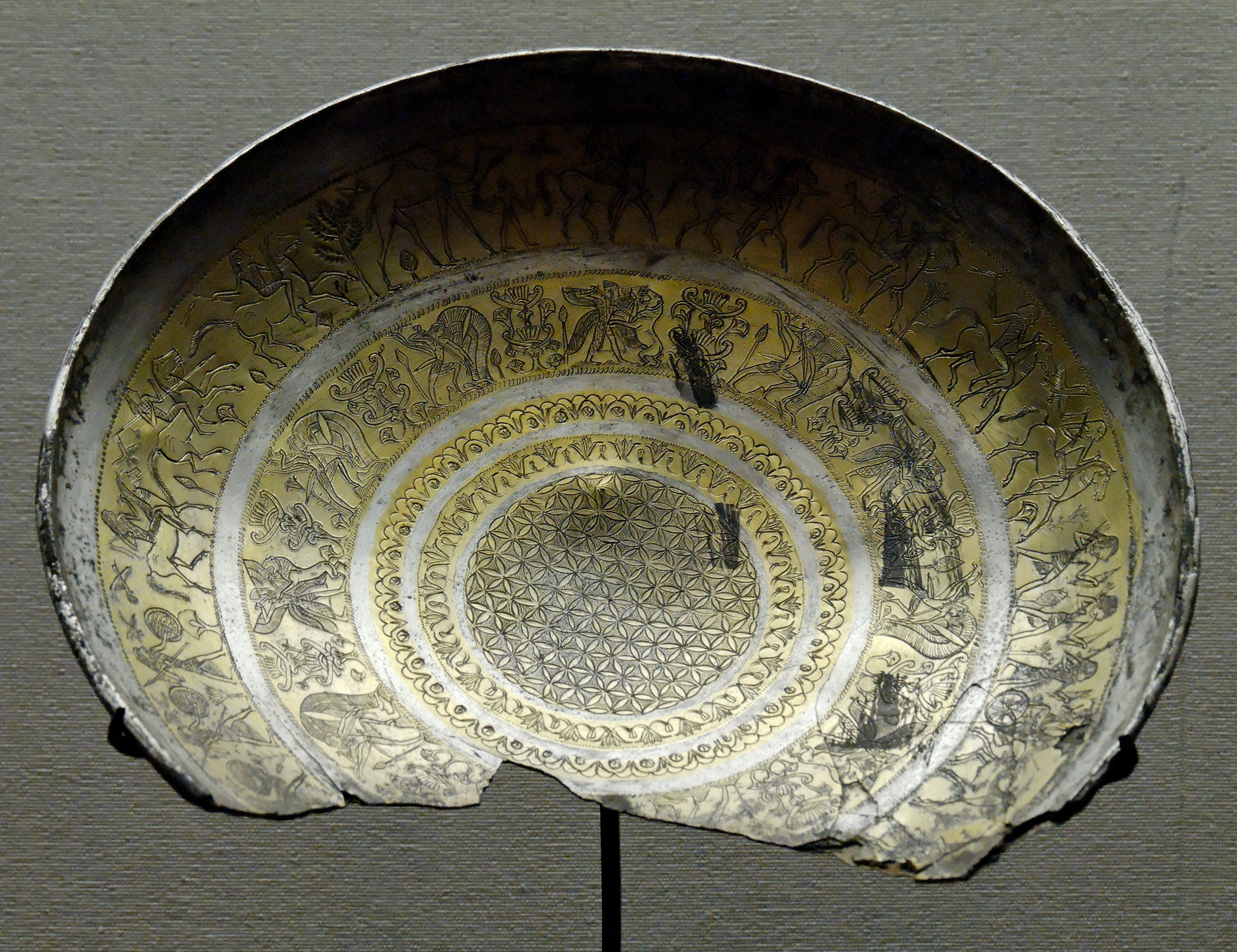
Arte fenicio: copa chipro–arcaica de electro hallada en Idalion (Chipre), datada entre los siglos VIII a VII a. C. Un patrón tipo «Flor de la Vida» se encuentra labrado en su fondo.

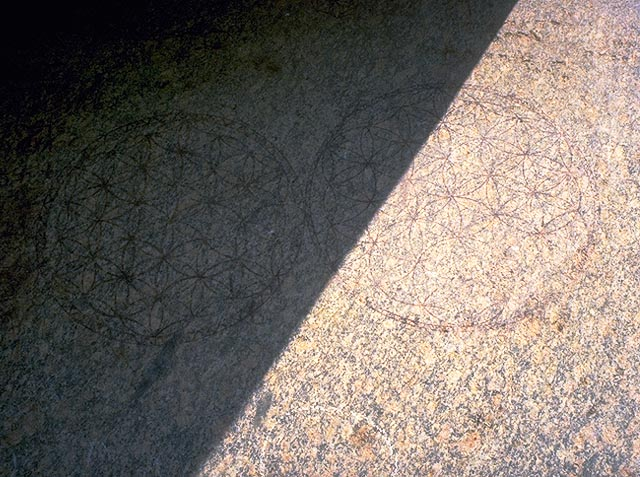
Flor de la Vida grabada en el Osireion

## La Flor de la vida en culturas prehistóricas y protohistoricas

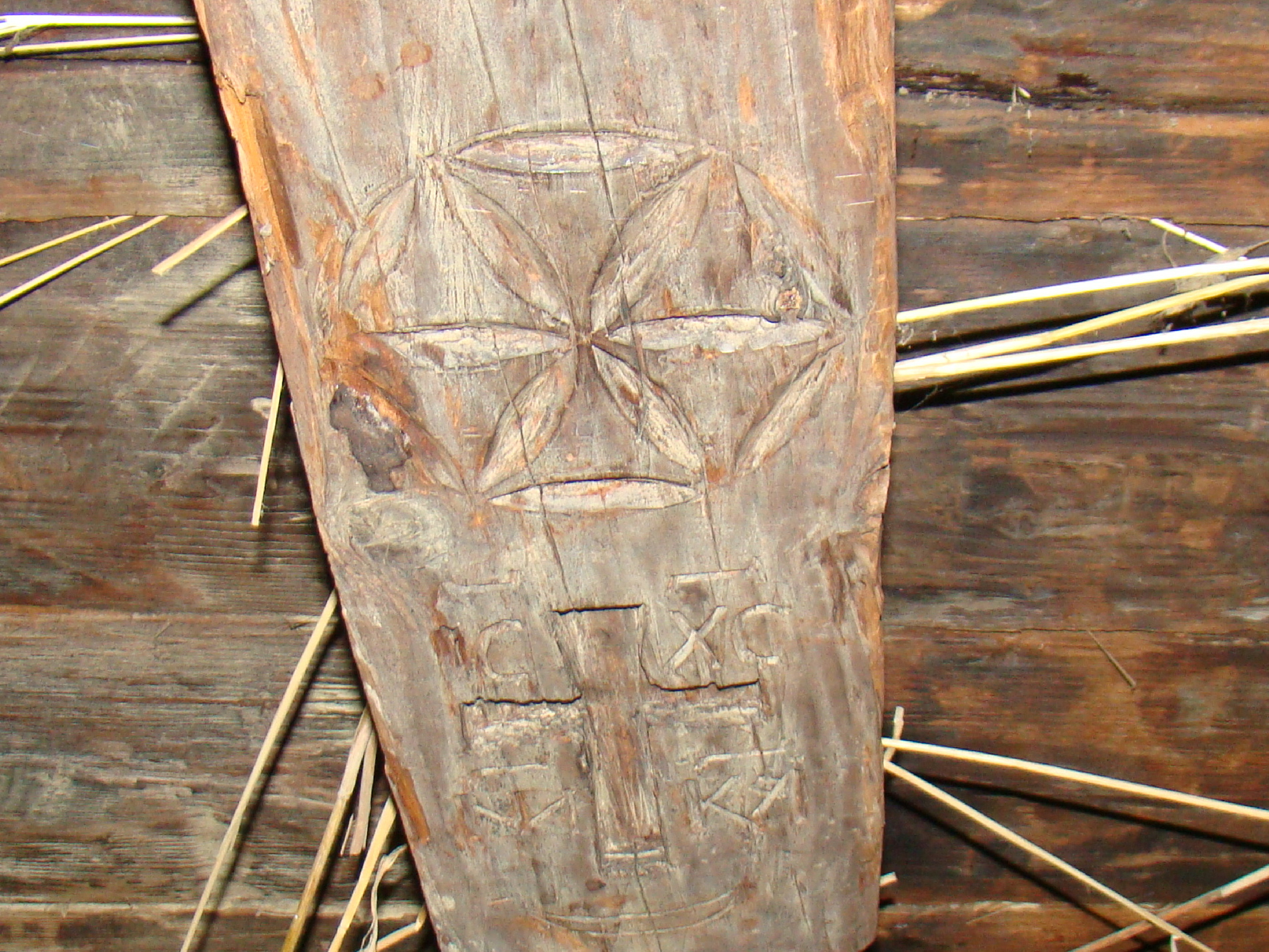
Roseta tallada en fusta procedente de redolata de Sanok, en la parte norte de los Carpatos y de la Cultura de Czerniachow, cultura desarrollada bajo dominio godo

La roseta como símbolo ya existía en la edad de bronce, cuando en Europa se dieron los cultos solares con más intensidad, y se cree que como los trisqueles, cuatrhojas y esvasticas son símbolos solares. 
Los pueblos celtas e ítalos empleaban este símbolo. En el arte celta de La Tene, lo vemos por ejemplo en el Caldero de Gundestrup junto con elefantes.

## La Flor de la vida en el arte romano
Los romanos lo empleaban mucho, y para los hispanorromanos simbolizaba el Júpiter hispano, sincretismo entre Júpiter latino y divinidades indígenas como "Candamius". Eduardo Peralta Labrador comenta en "Estelas discoideas de Cantabria":

Según J.M. Blázquez los hispanos indoeuropeos suponían que el cielo era la morada de los muertos y el dominio de la divinidad suprema -representada por el sol-, lo que indica una concepción astral de la otra vida. En la Galia la rueda y la rosácea hexapétala eran el símbolo del Júpiter galo (Taranis). A este respecto R. Lefort des Ylouses y J. J. Hatt han demostrado la ambivalencia de la rosácea, la svástica y la espiral como símbolos del sol y del rayo empuñado por Taranis, divinidad del cielo y de la tormenta. J. M. Blázquez mantiene que las svásticas y las rosáceas que coronan las estelas hispano-romanas representaban también al sol y al rayo, estando asociadas al culto a Júpiter, dios supremo de los cielos y de la tormenta que, por el fenomeno del sincretismo religioso, se asocia al dios supremo de los cielos al que los indígenas daban culto con diferentes nombres en las cumbres de las montañas, tratándose probablemente del Júpiter-Candamio que conocemos por la epigrafía. En el territorio de los astures y de los cántabros se tiene constancia de la existencia de un Júpiter Cantábricus y del culto a Taranis.

## Motivos tradicionales preexistentes
Como se ha dicho, se encuentran motivos iguales o parecidos a la «Flor de la Vida» en diversos lugares del mundo, en contextos correspondientes a diferentes épocas y culturas, y realizados sobre diferentes materiales.
Los ejemplos más antiguos son escasos y se encuentran confinados a la antigüedad mediterránea y mesopotámica; presentan un diseño donde las «flores» aparecen conectadas unas con otras a modo de patrón continuo. Esto puede verse en algunas piezas de arte fenicio de los siglos IX a VII a. C. y en el pavimento de un umbral procedente del palacio de Asurbanipal en Nínive (Asiria), que data de alrededor del 645 a. C. Este último diseño está tallado en una losa de alabastro y se cree que imita el patrón decorativo de una alfombra; actualmente la losa se exhibe en el Museo del Louvre. Estos motivos no parecen estar ligados a ninguna función simbólica ni religiosa, sino que serían meramente ornamentales.
Para explicar la ubicuidad de estos diseños, se ha argumentado que los círculos entrelazados son un punto de partida razonable para lograr una variedad de motivos geométricos repetitivos que pueden convertirse fácilmente en flores o en hexágonos.

### Egipto
El primer lugar que tocaría nombrar es el templo de Osirion por tratarse este del hallazgo más antiguo. No obstante, se trata de la controversia entre arqueólogos y egiptólogos en torno al material con el cual fue realizado el grabado (no esculpido) y su desgaste. Es por esta razón, que resulta difícil establecer el año original de dicho grabado. 
Ahora bien, al considerar todas las conclusiones científicas, se podría estimar una posible fecha. Por lo tanto, la figura de la Flor de la Vida del Templo de Osirion podría haber sido grabada en piedra entre el 4000 a. C. y el 250 d. C.

### China
En las estatuas Leones de Fu, también conocido como Shishi o Fu-dog. 
No obstante, la forma de estos leones guardianes ha cambiado mucho a lo largo de la historia. Sobre todo durante la Dinastía Ming y Dinastía Qing hasta llegar a la forma moderna que tienen estas estatuas hoy en día. 
De ahí que, para la cultura china esta geometría sagrada de la flor de la vida represente protección y energía. Es decir, un símbolo de protección contra los demonios y las malas energías. Además, siempre estas estatuas se encuentran en parejas formadas por un macho y una hembra y es común verlos en las entradas de los palacios.

### En Italia
En Italia, un diseño similar a la «Flor de la Vida», pero mucho más simple, fue utilizado como motivo decorativo desde la antigüedad etrusca. Consta de una sola «flor» cuyos pétalos son seis mandorlas, inscrita en un círculo. Se le ha llamado sole delle Alpi, rosa celtica, fiore a sei petali, rosa dei pastori y rosa carolingia, y se le considera un emblema de ficticia zona de Padania. Hacia 2009, la decisión del partido político Liga Norte de registrar este símbolo como logotipo propio creó una controversia a su alrededor.

### En la tradición eslava
Muy semejante al sole delle Alpi es un antiguo símbolo eslavo que estuvo asociado al trueno. Suele llamársele simplemente «roseta».

### En España
En España, el mismo diseño que en Italia es conocido como Flor Hexapétala o Roseta hexapétala. Las más antiguas se encuentran en estelas celtíberas y parecen simbolizar el sol y la buena suerte. Los romanos lo asimilaron y lo propagaron por todo el imperio por lo que se pueden encontrar en mosaicos romanos y otras construcciones a modo decorativo. Siglos más tarde reaparecen con profusión en iglesias románicas, edificios importantes y todo tipo de artículos de piedra y madera. Tomó importancia como símbolo protector y hay abuntantes ejemplos de ellas en toda la península ibérica en muebles, tejidos y edificios de los siglos XV a XVII.

## Galería de imágenes

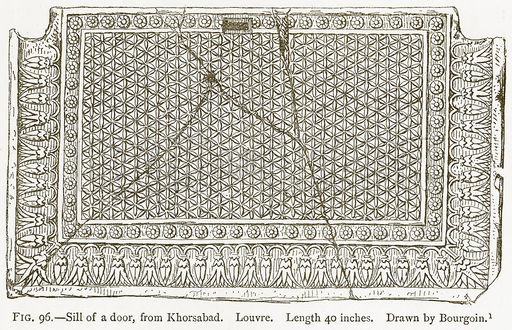
Umbral de alabastro del palacio de Asurbanipal en Nínive (Asiria), c. 645 a. C.
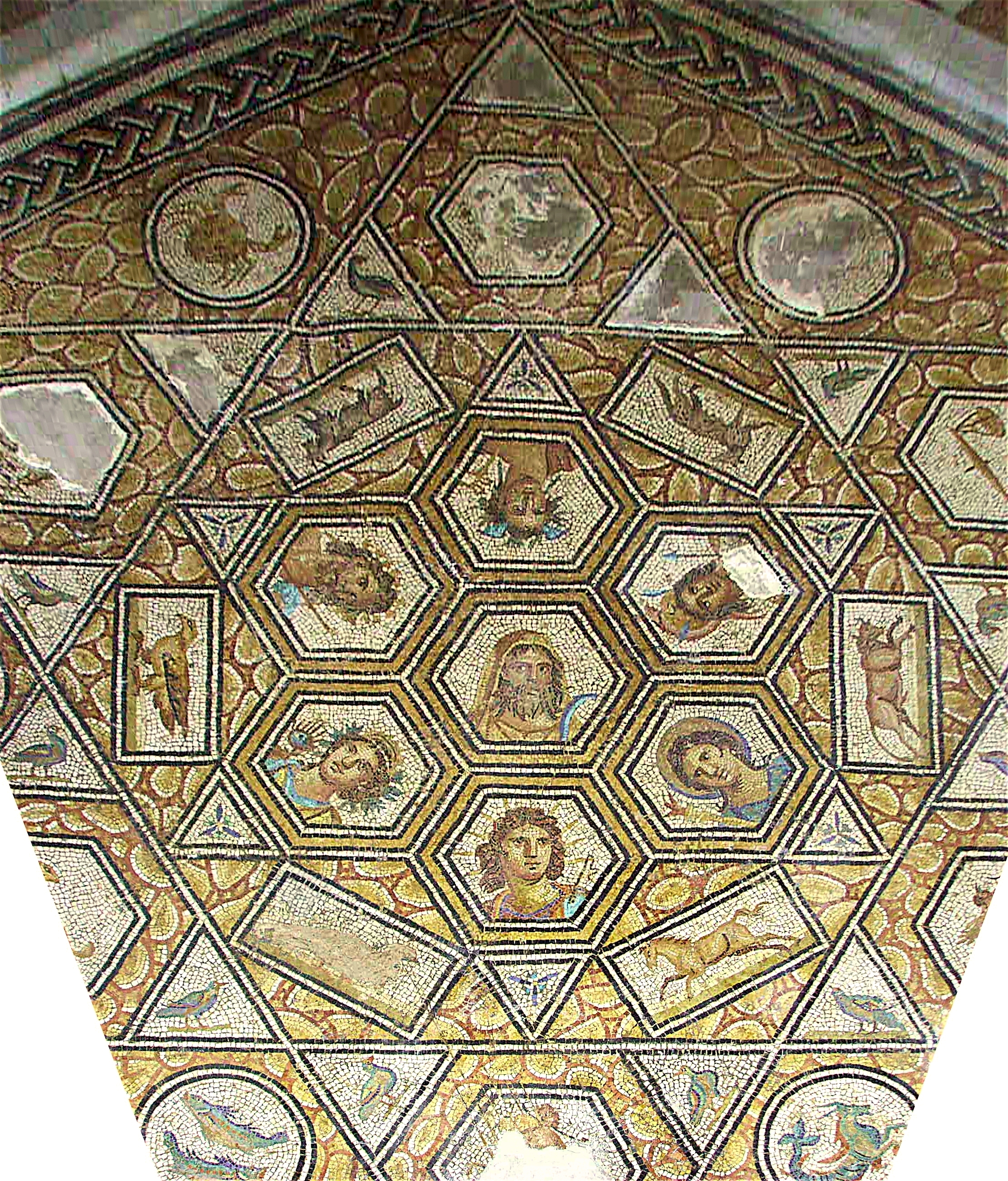
Antiguo mosaico romano basado en un motivo hexagonal repetido (Museo Nacional del Bardo, Túnez)
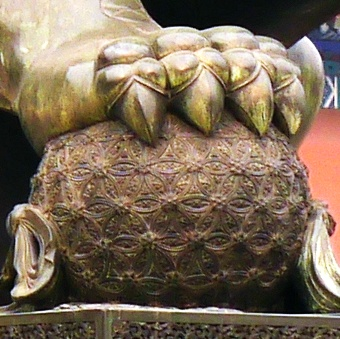
Detalle de la esfera que sostiene una de las estatuas de leones guardianes de la Ciudad Prohibida, en Beijing, China
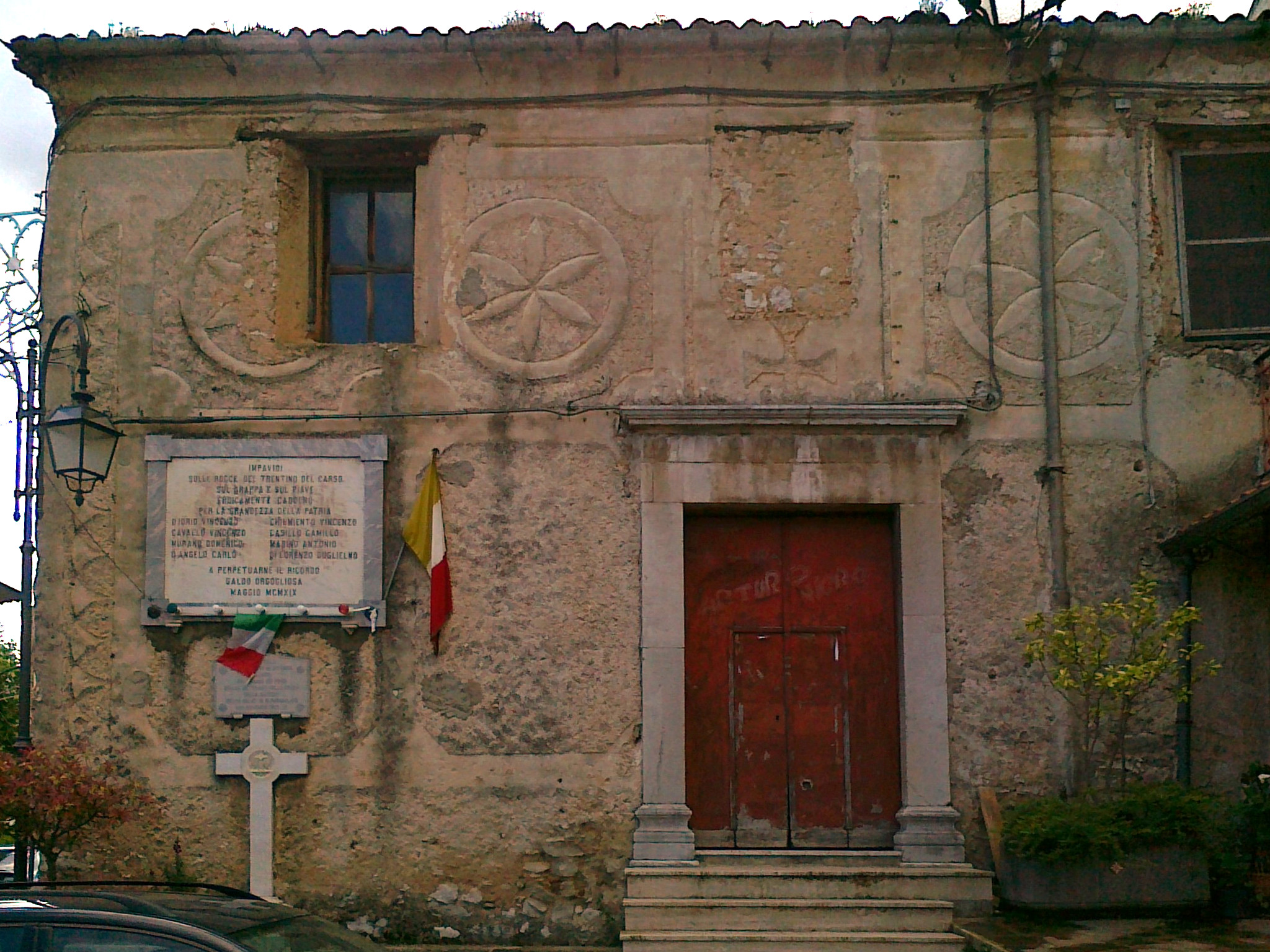
Edificio con varios soli delle Alpi en la fachada (Cilento, Italia)
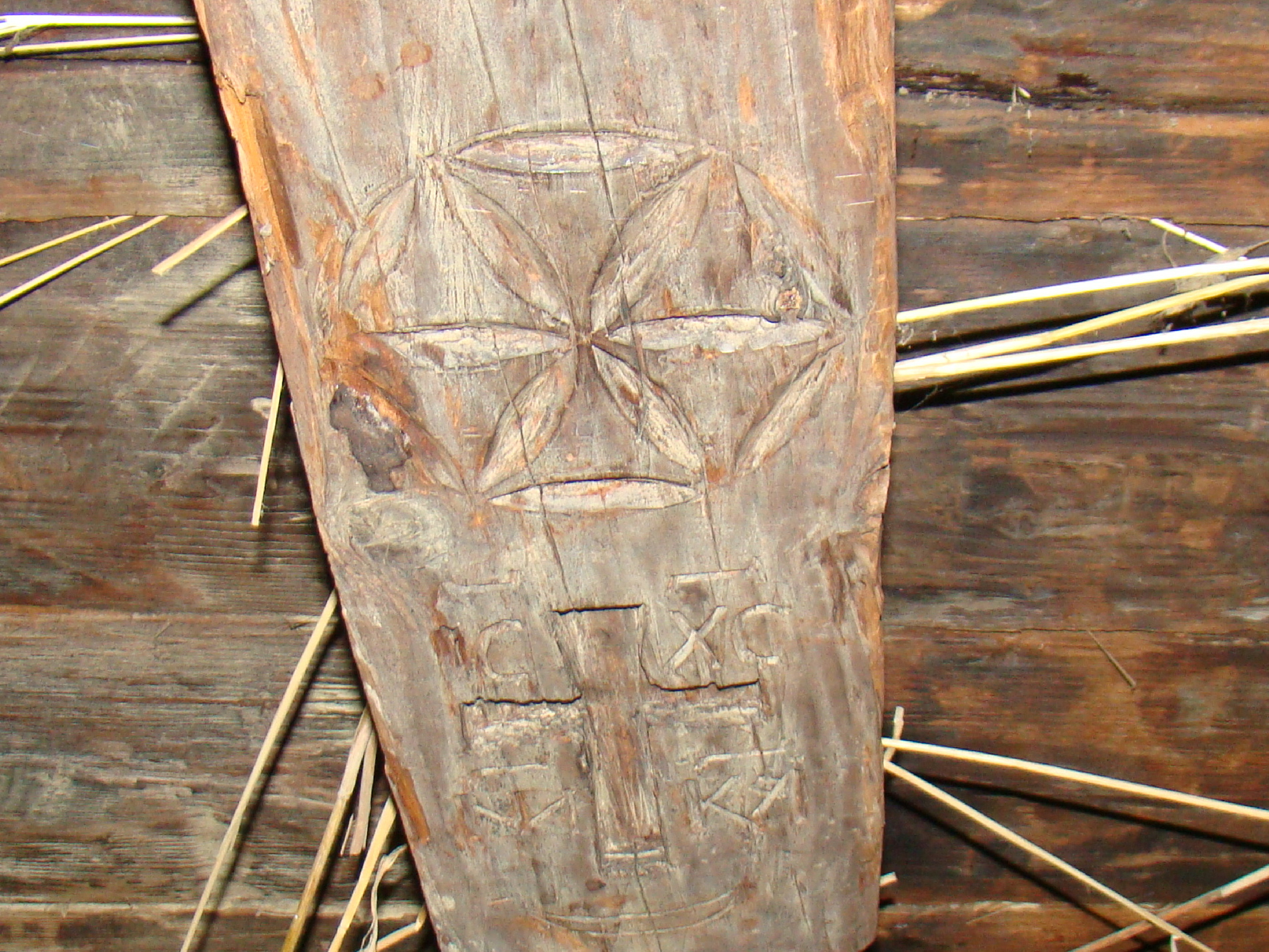
Antigua viga de techo con una «roseta» tallada para proteger a la casa del rayo (Skansen in Sanok, Polonia)